# Theo de Jong (voetballer)
Theodorus (Theo) de Jong (Leeuwarden, 11 augustus 1947) is een Nederlands voormalig voetballer en coach.

## Loopbaan als voetballer
Theo de Jong debuteerde in het seizoen 1968-1969 in het betaalde voetbal bij het Amsterdamse Blauw-Wit dat destijds uitkwam in de eerste divisie. Twee jaar later haalde Wiel Coerver de aanvallende middenvelder naar N.E.C. Na twee goede seizoenen verkaste hij in 1972 naar Feyenoord. Met de Rotterdammers won De Jong in het voorjaar van 1974 de landstitel en de UEFA Cup door in de finale over twee wedstrijden Tottenham Hotspur FC te verslaan. In 1977 vertrok de Jong naar Roda JC waar hij tot 1981 zou blijven. Na twee jaar Seiko Hongkong, sloot hij zijn loopbaan in 1984 af bij FC Den Bosch.
De Jong kwam vijftien keer uit voor het Nederlands voetbalelftal en scoorde hierin drie keer. Op zondag 7 juli 1974 speelde hij in het Olympiastadion in München mee in de WK-finale van het Wereldkampioenschap Voetbal 1974 tegen West-Duitsland. Hij viel in de tweede helft in voor Wim Rijsbergen.

## Loopbaan als trainer
In 1984 stopte De Jong met het spelen van betaald voetbal en werd assistent-trainer bij FC Den Bosch, dat op dat moment uitkwam in de Eredivisie. In 1986 werd hij er hoofdtrainer. De Jong eindigde in zijn eerste seizoen op de 10e plaats in de Eredivisie, om daarna twee keer op een knappe 7e plaats te eindigen.
In maart 1989 tekende hij een contract bij FC Zwolle. De club degradeerde echter aan het eind van het seizoen, waardoor De Jong met FC Zwolle moest starten in de Eerste divisie. In de daarop volgende drie seizoenen eindigde De Jong met de Zwollenaren in de kelder van de Eerste divisie. Ondanks de povere resultaten, was de club tevreden met de trainer. Toen De Jong in 1992 wilde overstappen naar SC Cambuur uit zijn geboorte stad Leeuwarden, wilde de club hem pas laten gaan na het betalen van een afkoopsom. Uiteindelijk kwam de overgang pas rond, nadat De Jong zelf de afkoopsom van 50 duizend gulden (ongeveer 22,5 duizend euro) had betaald.
De Jong speelde met SC Cambuur, dat aan het eind van het seizoen 1991-1992 kampioen werd van de Eerste divisie, in de Eredivisie. De Jong bekleedde naast de functie van hoofdtrainer ook die van technisch manager en was daarmee ook verantwoordelijk voor de samenstelling van de spelersgroep. Al vroeg ontstond er bij de supporters onrust over de behouden tactiek die De Jong voerde en het uitblijven van resultaten. De Jong loodste Cambuur in 1993 naar de 14e plaats, maar stond onder constante druk. Nadat ook de resultaten in de start van zijn tweede seizoen tegenvielen, hij haalde in de eerste negen speelronden slechts twee punten, werd hij ontslagen en vervangen door Fritz Korbach.
In 1994 werd hij veldtrainer bij Willem II. Hij werkte hier nauw samen met Jan Reker, die officieel de functie van trainer/coach bleef vervullen. Na een jaar vertrok Reker en werd De Jong officieel hoofdtrainer. Hoewel de club zichzelf roemde om zijn langetermijnvisie en De Jongs begin 1996 nog een contractverlenging aanbood, besloot de club op 19 maart 1996 De Jong te ontslaan. De directe aanleiding hiervan was dat De Jong de inhoud van vertrouwelijke gesprekken met spelers aan derden zou hebben verteld en harde interne afspraken naar de buitenwacht bewust zou hebben verdraaid. Kort na het ontslag werd De Jong aangesteld als adviseur en scout van De Graafschap. In 1998 stapte hij over naar FC Den Bosch, waar hij dezelfde functie vervulde. In 1999 was hij kortstondig trainer van Tervarit Oulu in Finland, dat uitkwam op het Finse tweede niveau. Eind 1999, na het beëindigen van zijn trainerstaken, nam De Jong een meerderheidsbelang in de club, waarmee hij eigenaar werd van Tervarit. In 2002 fuseerde de club naar AC Oulu.
In het seizoen 2001-2002 was De Jong trainer bij Go Ahead Eagles, als tijdelijk vervanger van de zieke Jan van Staa. Hierna begon De Jong aan een rondreis langs verschillende landen als assistent-trainer. Van 2003 tot 2004 was hij assistent-trainer van Arie Haan bij het Chinees voetbalelftal. Hierna was hij, samen met Wim Rijsbergen, assistent van Leo Beenhakker bij het voetbalelftal van Trinidad en Tobago. In 2006 besloot de bond echter Rijsbergen naar voren te schuiven als nieuwe bondscoach, waarna De Jong vertrok naar het Iraanse Persepolis FC, waar hij van februari tot augustus 2006 assistent-trainer was onder Arie Haan. In augustus 2006 leverde Haan zijn contract in en nam hij De Jong mee als assistent-bondscoach van het Kameroens voetbalelftal. In 2007 keerde hij terug naar Iran, waar hij assistent-trainer werd van Samad Marfavi bij de topclub Esteghlal FC uit Teheran. Nog hetzelfde jaar werd hij, eveneens in Teheran, hoofdtrainer van Steel Azin FC. Al na één verloren duel werd hij echter aan de kant geschoven. De club weigerde de trainer hierop te ontslaan en eiste dat De Jong zich beschikbaar zou houden voor de club. Pas na tussenkomst van de KNVB en de FIFA werd zijn contract ontbonden. In 2007 werd hij assistent-bondscoach van het Albanees voetbalelftal onder Arie Haan. Hierna was hij nog assistent van Haan bij Chongqing Lifan en Tianjin Teda in China.
In april 2010 keerde De Jong terug naar Nederland om trainer te worden van Willem II. Arno Pijpers had zijn contract ingeleverd en de De Jong kreeg de opdracht de ploeg te behoeden voor degradatie. Dit lukte uiteindelijk via de nacompetitie. Toen De Jong terugkeerde bij zijn Chinese club, werd hij op staande voet ontslagen, omdat hij de opdracht bij Willem II zonder overleg met de club aangenomen had. Hierop keerde hij terug bij Willem II als scout. In maart 2011 legde hij deze functie neer, omdat hij het niet langer kon combineren met andere functies die hij had, in het buitenland.
In juni 2016 tekende De Jong een contract als hoofdtrainer van het Nigeriaanse Ikorodu United FC, dat uitkomt in de Nigeriaanse Premier League. In zijn eerste seizoen degradeerde hij met de ploeg naar de Nigeria National League.

## Erelijst
| Competitie     |           |           |           |           |
| Competitie     | Aantal    | Jaren     |           |           |
| Feyenoord      | Feyenoord | Feyenoord | Feyenoord | Feyenoord |
| -------------- | --------- | --------- | --------- | --------- |
| Internationaal |           |           |           |           |
| UEFA Cup       | 1x        | 1973/74   |           |           |
| Intertoto Cup  | 1x        | 1973      |           |           |
| Nationaal      |           |           |           |           |
| Eredivisie     | 1x        | 1973/74   |           |           |

## Persoonlijk
- Theo de Jong is de vader van oud-profvoetballer Dave de Jong.